# Stare Karmonki
Stare Karmonki (dodatkowa nazwa w j. niem. Alt Karmunkau) – osada w Polsce położona w województwie opolskim, w powiecie oleskim, w gminie Radłów, w sołectwie Radłów.
W latach 1975–1998 miejscowość administracyjnie należała do województwa częstochowskiego.